# Giovanny Martínez
Giovanny Martínez (Colombia, 7 de julio de 1989) es un futbolista colombiano. Juega de centrocampista en Honduras Progreso de la Liga Nacional de Honduras.

## Ararat-Armenia
Debutaría el 19 de agosto de 2018 en la derrota 3-1 ante el Pyunik.

## Clubes
| Club                     | País     | Año       |
| ------------------------ | -------- | --------- |
| Centauros Villavicencio  | Colombia | 2006-2010 |
| Deportes Quindío         | Colombia | 2011      |
| Universitario de Popayán | Colombia | 2012-2013 |
| América de Cali          | Colombia | 2013      |
| Uniautónoma              | Colombia | 2014      |
| Alianza Petrolera        | Colombia | 2014-2015 |
| Deportivo Pasto          | Colombia | 2015      |
| Sport Huancayo           | Perú     | 2016-2017 |
| Cortuluá                 | Colombia | 2017      |
| Deportivo Pasto          | Colombia | 2018      |
| Ararat-Armenia           | Armenia  | 2018-2019 |
| Águilas Doradas          | Colombia | 2019-2021 |
| Honduras Progreso        | Honduras | 2021-Act. |